# 月印千江之曲
月印千江之曲（韓語：월인천강지곡）是朝鲜王朝时期的一部书籍，记录了上百首用中世朝鲜语创作的赞佛歌（称颂释迦牟尼的诗歌）。该书由朝鲜世宗于1447年亲自创作，也是朝鲜半岛历史上最早的金属活字印刷品之一。

## 创作过程
1446年，朝鲜世宗的王妃昭宪王后沈氏去世。世宗为了给昭宪王后祈福，命令其子首阳大君将释迦牟尼的生平传记和说法内容以谚文编纂成书，题名为《释谱详节》。1447年，世宗阅读《释谱详节》之后，以其内容为基础创作了许多赞颂释迦牟尼的赞佛歌，并用谚文记载其内容，编为上中下三卷，题名为《月印千江之曲》。“月印千江”指佛的慈悲如同月光普照众生，书的开头也有一条这样的注释：“佛于亿万世界化身传道，犹如明月照千江。”

## 存世情况
现存的《月印千江之曲》是1914年在全罗北道扶安郡实相寺中一尊佛像的腹中被发现的。目前仅上卷一卷以及中卷的部分残页存世。通过1459年由《月印千江之曲》和《释谱详节》汇编而成的《月印释谱》可以获知部分散佚的内容，但仍有部分内容无从知晓。

## 内容
朝鲜世宗于1443年创制谚文，并于1446年颁布《训民正音》将谚文公之于世。这段时间前后，世宗组织编写了许多谚文书籍，如歌颂朝鲜王室的《龙飞御天歌》、规范朝鲜语汉字音的《东国正韵》等。在这些谚文书籍中，佛教相关书籍占了相当大的比重，可见世宗有心利用在人民大众中广泛流传的佛教文化来普及谚文。
《月印千江之曲》中的内容除去一些按照诗歌主题归并的部分之外，主要按照释迦牟尼八相成道（兜率來儀，毘藍降生，四門遊觀，逾城出家，雪山修道，樹下降魔，鹿苑轉法，雙林涅槃）的时间顺序排列，具有人物传记的色彩，与散文体裁的《释谱详节》内容顺序大致相同。
目前存世的《月印千江之曲》上卷中共有194首诗歌，其内容强调成佛的必要性，劝人脱离傲慢、物欲、色欲，早悟佛法。书中记载了释迦牟尼的说法内容，并配有描绘释迦牟尼与其他诸佛通过讲经说法救众生于贫穷、死亡、离散等苦难之中的插图。书中还提到布施和孝行是成佛的方法，并特别强调了孝行的重要性。此外，上卷中还包含了其他诸如赞扬佛教伟大、通过佛教教化化解纠纷、佛事的必要性与妥当性、道德伦理观念等各类主题的内容。

## 书目学特征
《月印千江之曲》与《龙飞御天歌》同为朝鲜半岛历史上最早使用谚文写就的诗歌类文学作品，但《月印千江之曲》在谚文使用上与《龙飞御天歌》相比有许多独特之处：
- 《月印千江之曲》首次以大字体谚文在前，小字体汉字附书于后的形式记录汉字语，明显体现出朝鲜世宗尊崇谚文的立场。[3]不过，收录在《月印释谱》中的《月印千江之曲》内容则是大字体汉字在前，小字体谚文附书于后。[4]
- 15世纪文献中的谚文往往根据实际发音，按照一个音节对应一个字的形式书写，但《龙飞御天歌》中却有部分字词是根据语素的底层形式，按照一个语素对应一个（或多个）字的形式书写的，能够看出编纂者在写作时为了使同一个语素在不同环境下具有同样的书写形式而做出了一些努力，但并未完全成功。[5]而《月印千江之曲》在创作之初采用的是前一种忠于实际发音的书写方式，但成书后不久就被校正为后一种忠于语素底层形式的书写方式了。[6]
- 《释谱详节》以后很长一段时间的谚文书籍中，文内标注的汉字音往往采用《东国正韵》式汉字音，其特征之一是标注没有终声的汉字音时会在终声位置标记字母“ㅇ”。而《月印千江之曲》虽然也采用《东国正韵》式汉字音，但对于没有终声的汉字音则是直接把终声位置留空。[註 1][3]
- 《月印千江之曲》中元音字母的写法不再是在横线或竖线两侧附加圆点，而是改为在横线或竖线两侧附加短杠，这已与现代韩文的普遍写法十分相似。[1]

## 图片集
- 《月印千江之曲》上卷封面

- 《月印千江之曲》上卷内容

- 《月印千江之曲》的金属活字版

## 脚注
1. ↑  与现代朝鲜文不同，中世朝鲜文中，终声位置的/ŋ/用字母“ㆁ”标记，而字母“ㅇ”在终声位置则不发音。例如“迦”字的汉字音在《东国正韵》中记作“강”，而在《月印千江之曲》中记作“가”，但表示的发音是一样的。